# Opuntia pusilla
Opuntia pusilla är en kaktusväxtart som först beskrevs av Adrian Hardy Haworth, och fick sitt nu gällande namn av Thomas Nuttall. Opuntia pusilla ingår i släktet fikonkaktusar, och familjen kaktusväxter. Inga underarter finns listade i Catalogue of Life.

## Bildgalleri

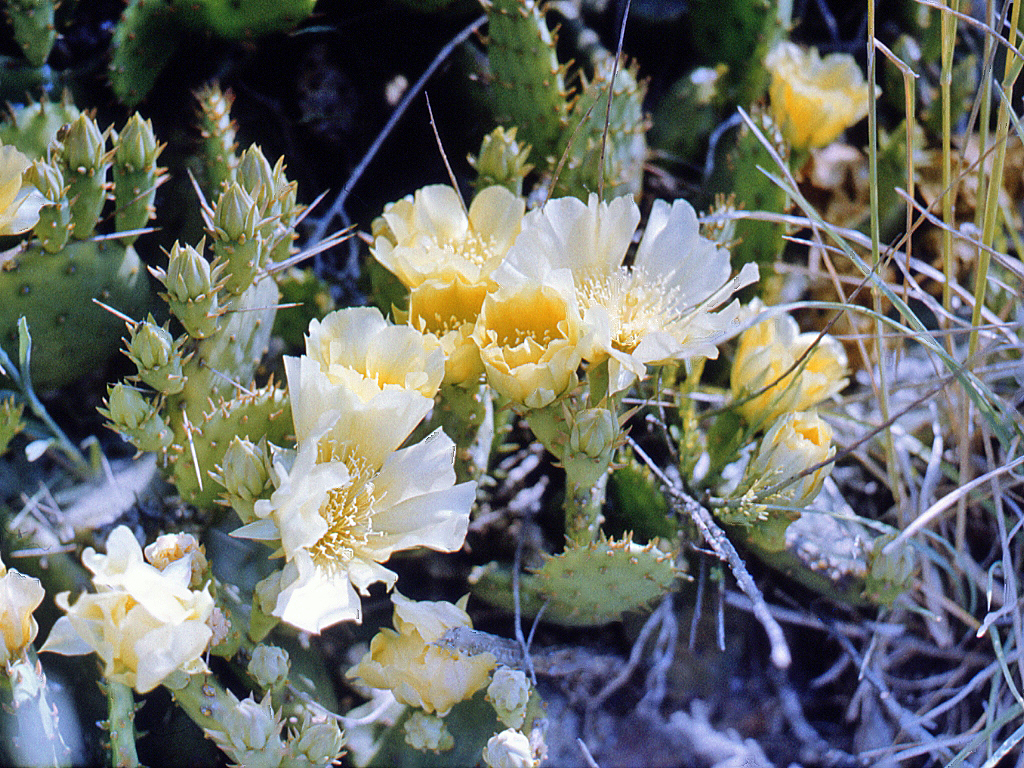
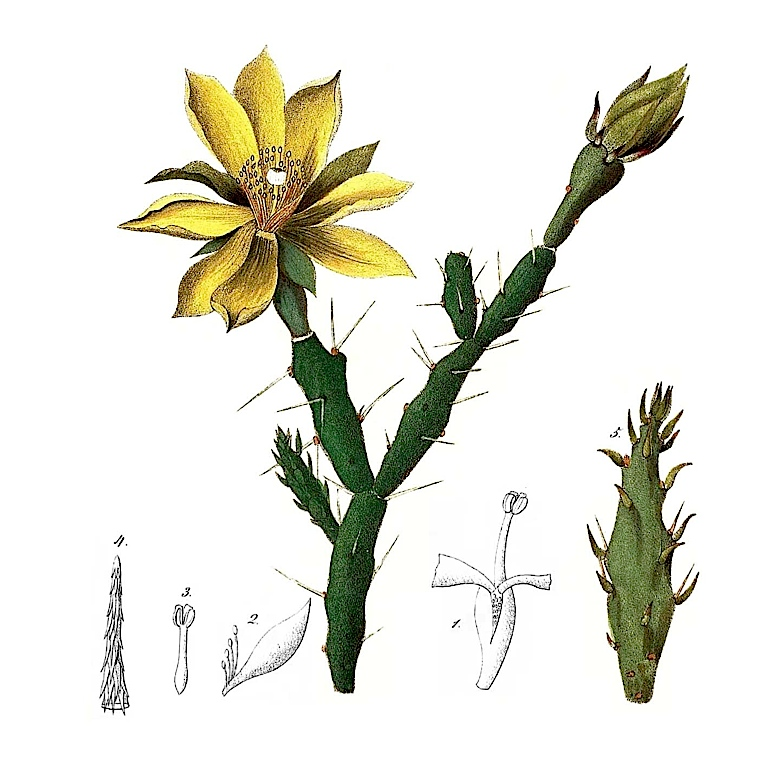
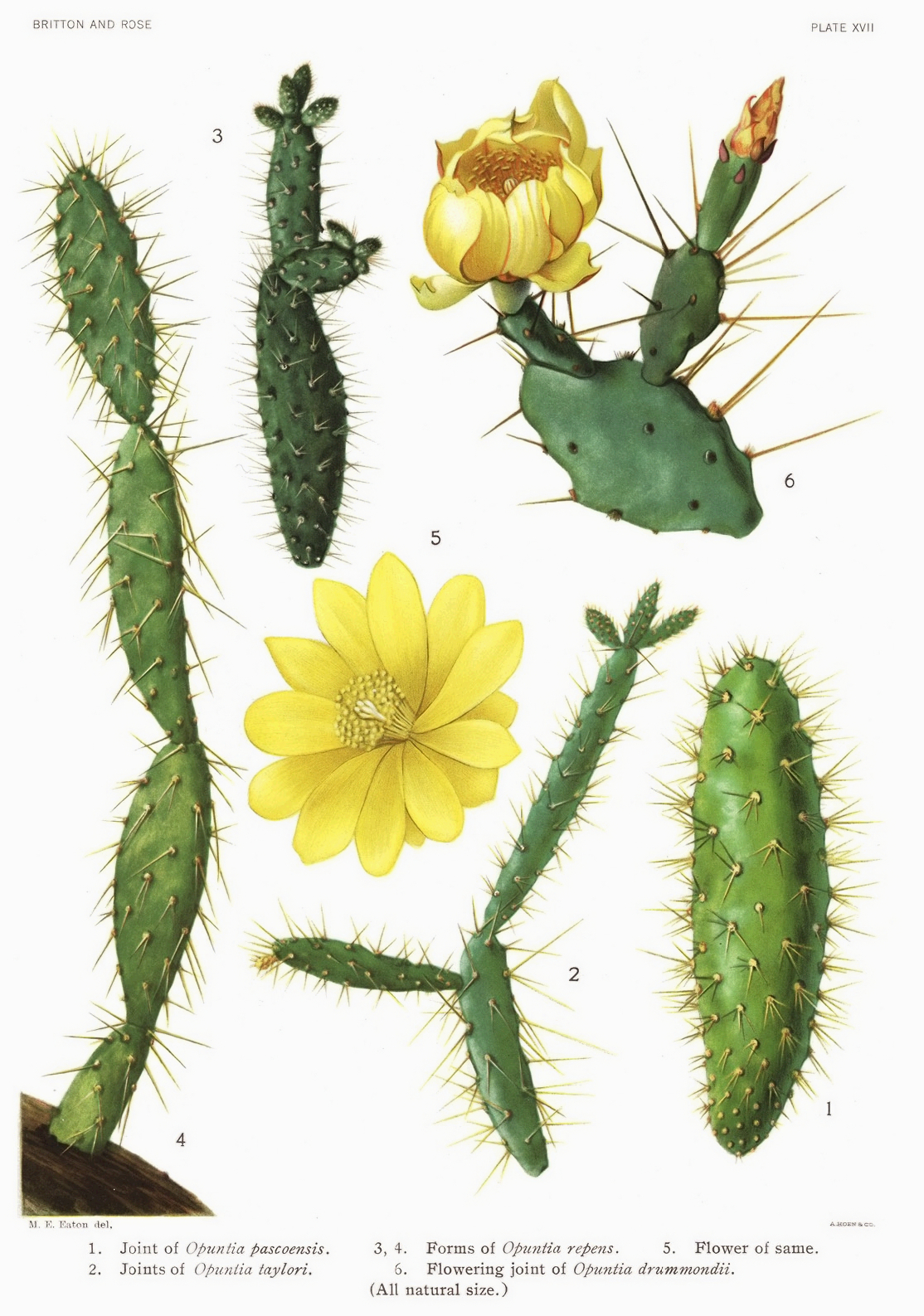
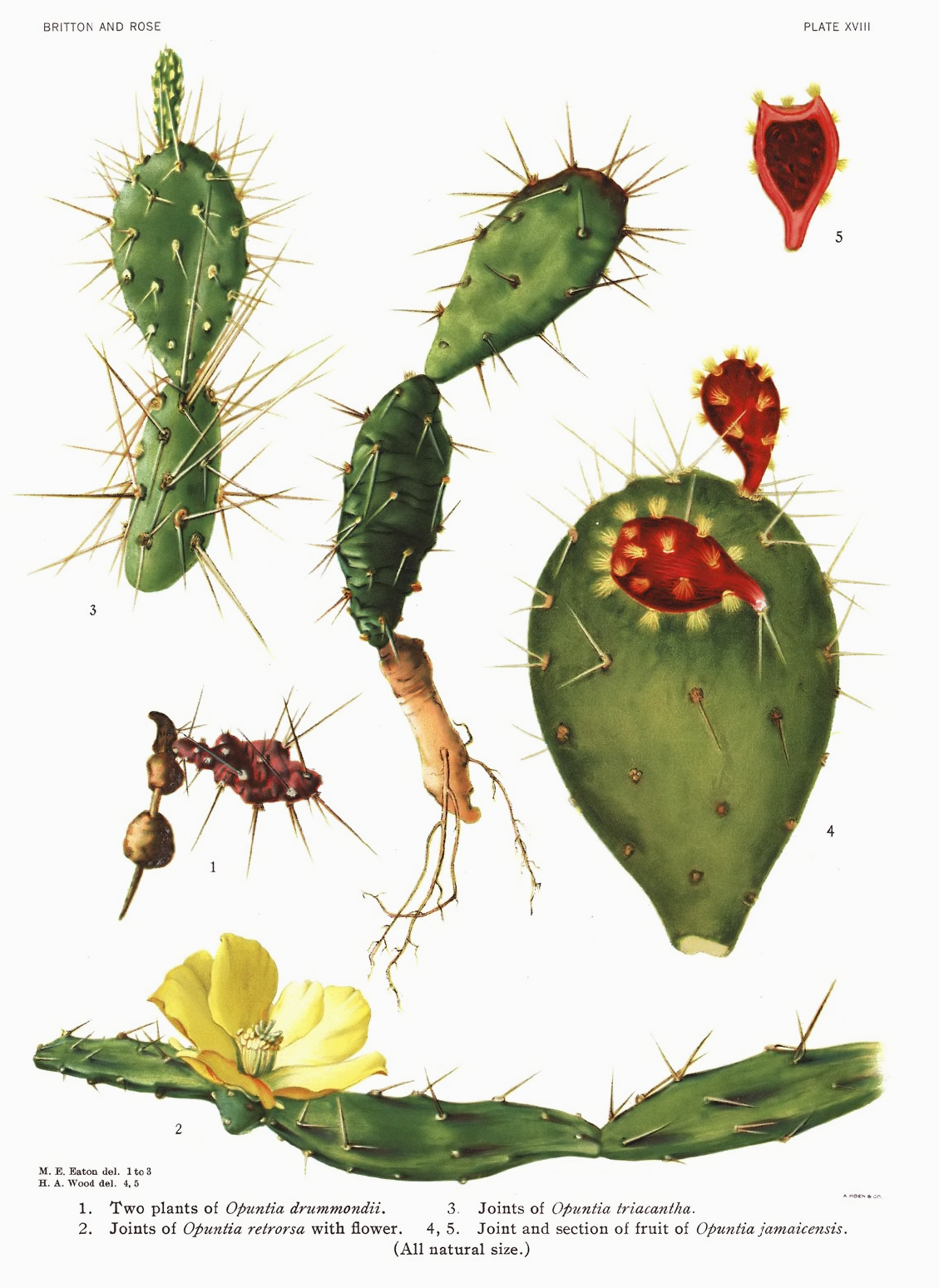